# Пахомкин, Анатолий Иванович
Анатолий Иванович Пахомкин — советский хозяйственный, государственный и политический деятель, Герой Социалистического Труда.

## Биография
Родился в 1938 году в селе Гремячка. Член КПСС.
С 1952 года — на хозяйственной, общественной и политической работе. В 1952—1996 гг. — ученик слесаря на авиационном заводе, каменщик в Красноярске, военнослужащий на Тихоокеанском флоте, слесарь при НИИ сельхозмашин, оператор диффузной и вакуумной установки Научно-исследовательского института материаловедения Центра микроэлектроники, фрезеровщик Научно-исследовательского института материаловедения научно-производственного объединения «Научный центр» Министерства электронной промышленности СССР.
Указом Президиума Верховного Совета СССР от 13 февраля 1986 года присвоено звание Героя Социалистического Труда с вручением ордена Ленина и золотой медали «Серп и Молот».
Умер в Зеленограде в 2019 году.